# Ai no Chikara
Singles de Michiyo Heike
One Room Natsu no Koi Monogatari
(2000) Kekkyoku Bye Bye Bye
(2001)
 Ai no Chikara  (愛の力) est le huitième single de la chanteuse Michiyo Heike.

## Présentation
Le single sort le 9 août 2000 au Japon sur le label Warner Music Japan, trois mois après le précédent single de la chanteuse, One Room Natsu no Koi Monogatari. C'est le deuxième single de la chanteuse à être écrit et produit par Tsunku (de Sharam Q), et non plus par Hatake, le guitariste du même groupe. Il atteint la 38e place du classement Oricon, et reste classé pendant deux semaines, se vendant à 11 250 exemplaires durant cette période. La chanson-titre figurera sur le second album de la chanteuse, For Ourself ~Single History~, qui sort un mois plus tard.

## Liste des titres
1. Ai no Chikara  (愛の力(チカラ)?)
2. Tokai no Yoru  (都会の夜?)
3. Ai no Chikara  (Original Karaoke)  (オリジナル・カラオケ?)